# Kljunasto merilo
Kljúnasto merílo (pogovorno, v žargonu 'šubler' (iz nemščine die Schublehre - dobesedno potisno merilo)) je merilna priprava za merjenje razdalj z natančnostjo od 0,1 mm, pri desetiškem noniju, ali pa do 0,02 mm pri petdesetiškem noniju. Kljunasto merilo je osnovna mehanska naprava, natančnost dosežemo s pomikanjem drsnika. Najnovejša merila imajo lahko dodan digitalni prikazovalnik.

Poznamo 3 vrste pomičnih meril:
- univerzalno
- pomično merilo za luknje
- globinsko pomično merilo

Pomično merilo ima naslednje sestavne dele:
- kljun za merjenje zunanjih premerov
- kljun za merjenje notranjih premerov
- kljun za merjenje globine
- skala
- drsnik
- nonij
- vijak za pritrditev drsnika
- ohišje (del, ki drži skalo in drsnik)